# Anstrude de Laon
Anstrude († vers 688 ou 707), abbesse à Laon. En tant que sainte dans la religion catholique, elle est fêtée le 17 octobre.
Noble franque, fille de Blandin et de sainte Salaberge. Abbesse du monastère Saint-Jean-Baptiste de Laon en Picardie. Elle est la sœur de saint Baudouin de Laon.